# Консенсусная последовательность

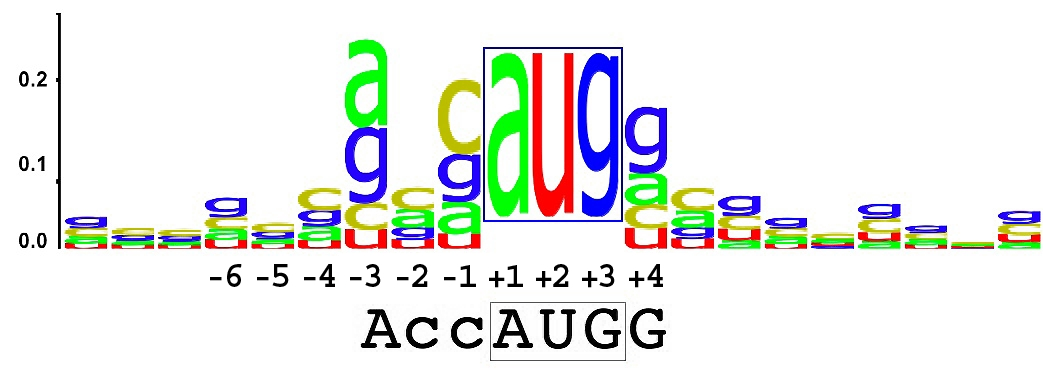
Консенсусная последовательность Козак

Консенсусная последовательность (consensus sequence) — искусственная последовательность ДНК или РНК, содержащая в каждой позиции нуклеотид, наиболее часто встречающийся у нескольких гомологичных последовательностей. Она представляет собой результат множественного выравнивания последовательностей, в которых гомологичные последовательности сравниваются друг с другом. Такая информация важна при изучении ДНК- или РНК-связывающих белков, таких как транскрипционные факторы или РНК-полимераза.

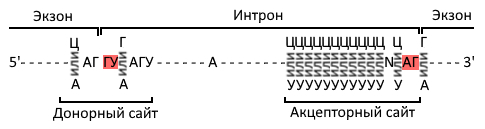
Консенсусные последовательности донорных и акцепторных сайтов в интронах пре-мРНК

## Биологическое значение
Сайт связывания с белком, представленный консенсусной последовательностью, может быть короткой последовательностью нуклеотидов, которая несколько раз встречается в геноме и, как полагают, играет одинаковую роль в разных местах. Например, многие факторы транскрипции распознают определенные закономерности в промоторах этих генов, которые они регулируют. Таким же образом, рестрикционные ферменты обычно имеют палиндромные консенсусные последовательности, как правило соответствующие участку, где они разрезают ДНК. Транспозоны действуют примерно таким же образом при идентификации последовательностей-мишеней для транспозиции. И, наконец, сайты сплайсинга (последовательность непосредственно вокруг экзона — интрон границ) также можно рассматривать как консенсусные последовательности. Таким образом, консенсусная последовательность является моделью предполагаемого сайта связывания ДНК : она получается путем сопоставления всех известных примеров определенного сайта узнавания и определяется как идеализированная последовательность, которая представляет преобладающее основание в каждом положении. Все реальные примеры не должны отличаться от консенсуса более чем несколькими заменами, но такой подсчет может привести к несоответствиям. Любая мутация, позволяющая мутированному нуклеотиду в основной последовательности промотора больше походить на консенсусную последовательность, известна как восходящая мутация. Этот вид мутации обычно делает промотор более сильным, и, таким образом, РНК-полимераза образует более прочную связь с ДНК, которую она хочет транскрибировать, и транскрипция активируется. Напротив, мутации, разрушающие консервативные нуклеотиды в консенсусной последовательности, известны как мутации вниз. Эти типы мутаций подавляют транскрипцию, поскольку РНК-полимераза больше не может так прочно связываться с основной последовательностью промотора.

## Цис-регуляторные элементы ДНК и РНК
Цис-действующие регуляторные элементы (cis-regulatory elements): участки ДНК или РНК, которые связываются с регуляторными молекулами, как правило, белками и содержат сигналы регуляции функционирования генов, расположенных на той же молекуле ДНК, что и регуляторный элемент. Цис-регуляторные элементы состоят из ряда коротких последовательностей ДНК — модулей, повторяющихся в разных сочетаниях в разных регуляторных элементах. К таким модулям относятся, например, TATA-бокс (консенсусная последовательность ТAТA(A/Т)A(A/Т)), CAAT-бокс (консенсус GGCCAATCT), GC-бокс (консенсус GGGCGG), октамерный бокс (консенсус ATTTGCAT) и другие [ Свердлов Е. Д. 2009 ].

## ДНК участок: CAAT-бокс (последовательность промотора)
CAAT-бокс: консенсусная последовательность GGCCAATCT — короткая последовательность ДНК , модуль, повторяющийся в регуляторных элементах .
Последовательность CCAAT (CAAT) встречается в промоторной зоне разных тканеспецифических генов: в положении −80-50 разных генов глобинов, в гене тиреоглобулина и других генах. CAAT — блок расположен в той же области, что и GC-блок .
Роль мотива CCAAT может быть достаточно важной в регуляции активности глобиновых генов, активируемых или репрессируемых на определенных стадиях развития. Репрессия синтеза ню-глобина плода у взрослого организма снимается в случае мутационного замещения одного нуклеотида в последовательности CCAAT. Мутация приводит к так называемой наследственной персистенции (сохранению синтеза ню-глобина плода у взрослых).
В промоторах глобиновых генов GC-мотив отсутствует.

## TATA-бокс (бокс Хогнесса, TATA-box)
TATA-бокс (бокс Хогнесса, TATA-box): у эукариот консенсусная последовательность ДНК , богатая A-Т парами (ТAТA(A/Т)A(A/Т)), содержащая обычно 7 или 8 нуклеотидов, и расположенная приблизительно за 25 пар оснований перед сайтом начала транскрипции. Модуль, повторяющийся в регуляторных элементах; служит в качестве сайта связывания для РНК полимеразы.
Положение TATA-бокса строго определяет сайт инициации транскрипции, то есть 5'-конец транскрипта . При повреждении или удалении TATA-бокса образуется набор молекул РНК с разными 5'-концами. Отдельные нуклеотидные замены в TATA-бокса могут приводить к резкому снижению эффективности транскрипции.
Промоторная зона некоторых генов (например, гена гидроксиметилглутарил KoA-редуктазы — ключевого фермента биосинтеза холестерина у человека) не содержит TATA-бокса, и транскрипция начинается с нескольких разных сайтов. Образующиеся РНК различаются по 5'-концам в районе нетранслируемой лидерной последовательности. Возможно, различные лидерные зоны определяют характер регуляции экспрессии генов на уровне трансляции.